# Phyllachora samanensis
Phyllachora samanensis är en svampart som beskrevs av Petr. & Cif. 1932. Phyllachora samanensis ingår i släktet Phyllachora och familjen Phyllachoraceae.   Inga underarter finns listade i Catalogue of Life.